# Liga Polskich Rodzin
De Liga van Poolse Gezinnen (Liga Polskich Rodzin, of LPR) is een conservatieve en nationalistische partij die vertegenwoordigd was in het parlement van Polen. Ze maakte deel uit van de coalitieregering van 5 mei 2006 tot 13 augustus 2007. De toenmalige leider van de partij, Roman Giertych, was daarin vicepremier en minister van onderwijs. De partij vindt haar kiezers met name onder de katholieke boeren en middenstand, hoewel de partij officieel niet door de Kerk gesteund wordt.

## Geschiedenis
De LPR is opgericht vlak voor de verkiezingen van 2001, waarbij ze 8% van de stemmen haalde. De partij was het resultaat van een informele fusie tussen de Nationaal-Democratische Partij (SND) en de Nationale Partij (SN). Vlak na deze verkiezingen scheidde zich een groep afgevaardigden af van de LPR en vormden een partij die nu bekend is als Poolse Alliantie (Porozumienie Polskie) geleid door Jan Łopuszański en Katholiek-Nationale Beweging (RKN) geleid door Antoni Macierewicz.
Bij de verkiezingen voor het Europees Parlement van 2004 kreeg de LPR 16% van de stemmen, goed voor 15 van de 54 zetels voor Polen. De LPR werd hierdoor de tweede Poolse partij in grootte na het liberaal conservatieve Burgerplatform (Platforma Obywatelska), en een stuk groter dan de destijds regerende postcommunistische Alliantie van Democratisch Links (Sojusz Lewicy Demokratycznej), de populistische Zelfverdediging (Samoobrona) en het sociaal conservatieve Recht en Rechtvaardigheid (Prawo i Sprawiedliwość). Er waren echter twee zaken die een rol speelden bij deze verkiezingsuitslag: de lage opkomst (20% van de opgeroepen stemmers) en de hoge leeftijd van de LPR-stemmers. De toekomstverwachtingen van de partij waren dan ook erg onzeker. Bij de Parlementsverkiezingen van 2005 kreeg LPR wederom 8% van de stemmen, maar dit leidde tot een daling van het aantal zetels van 38 naar 34 vanwege de kiesdrempel.
Op 5 mei 2006 trad de LPR toe tot de coalitieregering met Samoobrona en PiS. Op 13 augustus 2007 werden alle ministers die niet van de partij van premier Jarosław Kaczyński waren, ontslagen.
Vanaf 2006 haalt de LPR in peilingen de kiesdrempel van 5% niet of nauwelijks meer. In juli 2007 was de LPR in onderhandeling met de partij Zelfverdediging (Samoobrona) om op te gaan in een nieuwe partij, Liga en Zelfverdediging (Liga i Samoobrona, LiS), maar de partijen konden niet tot overeenstemming komen. Uiteindelijk ging de partij op 10 september 2007 op in de nieuwe coalitie Liga Prawicy Rzeczypospolitej (Liga van Rechts van de Republiek) met de kleinere partijen Unia Polityki Realnej en Prawica Rzeczypospolitej. De afkorting van dit nieuwe samenwerkingsverband was ook LPR. Bij de Poolse parlementsverkiezingen van 2007 behaalde deze groepering 1,30% en bleef daarmee ruim onder de kiesdrempel van 5%. Hierna liep de partij langzaam leeg.
In 2009 nam de LPR samen met enkele andere kleine rechtse partijen deel aan de Europese verkiezingen op de lijst van Libertas Polska, de Poolse afdeling van de pan-Europese partij Libertas van de Ierse zakenman Declan Ganley. Deze behaalde slechts 1,14% van de stemmen. Bij de regionale en lokale verkiezingen van 2010 liep de steun voor de LPR verder terug tot 0,69% van de stemmen. Sindsdien heeft de LPR niet meer aan landelijke of Europese verkiezingen meegedaan. Bij de Europese verkiezingen van 2014 steunde de partij de kandidaten van het Burgerplatform (PO), bij de parlementsverkiezingen van 2011 en de Poolse presidentsverkiezingen 2015 de kandidaten van de Poolse Volkspartij (PSL).

## Verkiezingsresultaten
|               | parlementsverkiezingen | parlementsverkiezingen | parlementsverkiezingen |
| Resultaten    | 2001                   | 2005                   | 2007                   |
| ------------- | ---------------------- | ---------------------- | ---------------------- |
| Percentage    | 7,87                   | 7,97                   | 1,30                   |
| Zetels Sejm   | 38                     | 34                     | 0                      |
| Zetels Senaat | 2                      | 7                      | 0                      |

## Politieke standpunten
De standpunten zijn een mengsel van nationalisme en sociaal christelijk. De partij richt zich de laatste tijd echter meer op populisme, patriottisme en conservatieve sociale waarden. De partij combineert sociaal conservatisme met isolationisme en een linkse economische politiek, gebaseerd op de sociale leer van de Katholieke Kerk.
De LPR is vóór:
- de beschermwaardigheid van het leven vanaf de conceptie tot aan de natuurlijke dood
- de invulling van het huwelijk als een verbintenis tussen man en vrouw
- de doodstraf bij meervoudige moord
- het behoud van de gezondheidszorg en onderwijs
- extra geld voor ouders en gezinnen
- extra geld voor onderwijs
- opbouw van een sociale welvaartsstaat;
- de onmiddellijke terugtrekking van de Poolse troepen uit Irak.
- publicatie van de archieven van de voormalige Poolse communistische geheime politie in het kader van de "de-communistisering" (anticommunisme)
- het behoud van de dienstplicht.

De LPR is tegen:
- de verkoop van land aan buitenlanders (met name Duitsers)
- teruggave van voormalig Duits bezit aan overlevenden en nabestaanden van de verdrevenen
- openstelling van de huizenmarkt aan Duitsers;
- legalisering van softdrugs en harddrugs
- aids-voorlichtingscampagnes op scholen waarin seks met condooms geprezen wordt; de partij staat onthouding voor;
- uitwassen van het feminisme.

De partij trekt vooral stemmers aan die sympathiseren met traditionele sociale waarden, het katholieke geloof, en de Poolse soevereiniteit. Volgens bronnen heeft de partij veel van haar succes te danken aan Radio Maryja, een katholiek radiostation met een groot bereik onder ouderen en katholieken.

## Kritiek en controversen
- De LPR is tegen homoseksualiteit. De partij haalt zich hierdoor regelmatig kritiek van andere Europese politici op de hals. Roman Giertych pleitte voor een Europees verbod op het homohuwelijk. De partij veroordeelt demonstraties voor gelijke rechten voor homo's. Leden van de aan LPR geaffilieerde jongerenorganisatie Jeugd van Geheel Polen verstoren dit soort demonstraties luidruchtig en soms met geweld, hoewel de organisatie dit geweld steeds veroordeelt.[3]
- De LPR wordt beschuldigd van antisemitisme. Hoewel het geen onderdeel uitmaakt van het partijprogramma, wordt onder andere als bewijs aangevoerd dat de leden van LPR vaak te horen zijn op het radiostation Radio Maryja dat op haar beurt weer beschuldigd wordt van het verspreiden van antisemitische opvattingen, vanwege onder andere kritiek op Israël en donaties aan Holocaust-musea. Ook het zich beroepen op de vooroorlogse nationaaldemocratische traditie, waarvan antisemitisme volgens sommigen deel uitmaakte, draagt hieraan bij. Een derde argument is de band met jongerenorganisatie Jeugd van Geheel Polen die onder andere voor een economische boycot tegen Amerikaanse Joden en Israël is.[bron?]
- Toen de Poolse krant Fakt een oude foto's publiceerde waarop enkele latere kopstukken van de LPR in hun jonge jaren te zien zijn die hun rechterhand opsteken waarbij gezegd werd dat dit een Hitlergroet was, ontstond een controverse.[4] Ook andere leden zijn beschuldigd van fascistische sympathieën en uitspraken.[bron?]
- Toen Roman Giertych in mei 2006 minister van Onderwijs werd, leidde dit tot een golf van protesten van studenten.[5] Leraren protesteerden tegen het onderwijsbeleid en het plan van Giertych om openlijk homoseksuele leraren te ontslaan en Europese politici beschuldigden hem en zijn vader Maciej van antisemitisme en homofobie.[6][7][8]
- Israël en zijn ambassadeur in Warschau betichtten LPR en zijn jeugdbeweging van antisemitische tendensen.[9][10][11]